# Teatro Civico (Alghero)
Il Teatro Civico di Alghero sorge nel cuore del centro storico della città sarda, in piazza del Teatro, conosciuta anche come plaça del Bisbe (trad. piazza del Vescovo), in quanto su tale piazza si affaccia la curia vescovile della diocesi di Alghero-Bosa.

## Storia
Agli inizi dell'800 esisteva in Alghero una Società degli Amatori del Teatro che aveva in uso un locale annesso alle pubbliche scuole di allora, concesso dal Re Vittorio Emanuele I, e che, da 35 anni, offriva ai cittadini algheresi spettacoli in prosa e musica nelle stagioni di autunno e carnevale, e, qualche volta, anche di primavera.
Poiché il Vice Re aveva chiesto al Governatore della città di persuadere detta Società a voler rilasciare il locale in uso a favore delle scuole, sia per i maggiori bisogni scolastici della città, sia per l'incompatibilità fra il divertimento e l'insegnamento scolastico, in data 19 gennaio 1841, si riunivano i competenti della Società deliberando di accondiscendere ai desideri del Governo, rinunciando non solo al magazzino donato loro dal Re, ma anche a tre attigui camerini eretti con le volontarie oblazioni degli Amatori, esprimendo tuttavia il desiderio che prima della cessione dei locali fosse, se non ultimato, almeno progettato il nuovo Teatro Civico che il Vice Re faceva sperare, nella sua comunicazione, alla popolazione algherese (il locale era divenuto di proprietà della Società, per concessione del Re, fin dal maggio 1806).

In base a detta rinuncia, in data 23 aprile 1842, il Rappresentante del re inviava al Governatore di Alghero il seguente dispaccio:
(Dispaccio inviato dal Rappresentante del Re in data 23 aprile 1842 al Governatore di Alghero)
Fu quindi deliberato dal consiglio di costruire un nuovo teatro e, dietro consiglio della autorità governative, fu deciso di bandire un pubblico concorso uniformandosi a quanto comunicato in data 24 maggio 1842 dal Vice re
(Comunicato del Vice Re datato 24 maggio 1842)

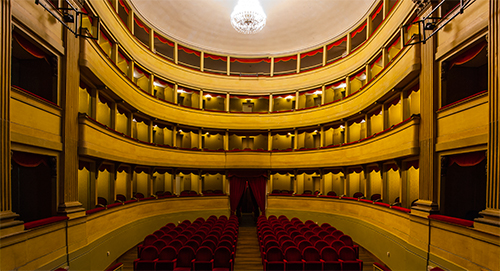

Il pubblico concorso bandito nel 1842, stabiliva un premio di ₤500 per il primo classificato e ₤100 e ₤50 per i classificati al 2º e al 3º posto.

Il 9 gennaio 1844 fu decretato vincitore del Congresso Permanente d'Acuqa e Strade del Ministero dei LL.PP. il progetto siglato "F.O.A." dell'architetto Felice Orsolini.

Per reperire i fondi necessari alla costruzione dell'opera il Consiglio Municipale decise di chiedere l'autorizzazione all'emissione di cartelle per un pubblico prestito, dato che le varie promesse dagli Enti superiori di aiuti finanziari si erano rivelate inconsistenti.
Il 10 novembre 1851 il Re Vittorio Emanuele II decreta l'autorizzazione ad alienare n°60 cedole nominative dalla rendita di ₤90 ciascuna al prezzo non minore di ₤900, impiegando il capitale ricavato alla costruzione del pubblico teatro.
Poiché il progetto dell'architetto Orsolini fu però ritenuto troppo costoso e ampio per le finanze e per il terreno disponibili, veniva dato l'incarico all'architetto Franco Poggi di redigere un nuovo progetto più consono ai fondi e all'area reperiti. Vennero anche venduti a sorteggio i palchetti del teatro da costruire per incrementare ancora il fondo comunale.
Il progetto dell'architetto Poggi, datato 10 marzo 1856, fu respinto dal Congresso Permanente perché troppo piccolo (300 posti) ma dietro proteste dello stesso, perché neppure esaminato detto progetto, creato su ordinazione specifica, su un'area stabilita e che comunque poteva disporre di 400 posti, fu rimodificato in parte e approvato nel 1857.

Il 3 aprile 1857 il Sindaco emise editto per la sottoscrizione dell'acquisto delle preferenze per i palche del teatro per ₤700, ₤600, ₤500, ₤450, ₤300, ₤250, ₤200.

Con atto di sottomissione datato 4 dicembre 1857 l'impresario Lorenzo Bardino, falegname, accettava l'incarico per la costruzione del teatro.

I lavori furono cominciati nel febbraio 1858, sospesi nel maggio dello stesso anno fino all'agosto 1859 e proseguiti fino al novembre 1862. In detto mese l'impresario, dopo aver dato frettolosamente termine alle opere interne, abbandonò i lavori, lasciando la facciata principale e quelle laterali incomplete.

Presero parte ai lavori di costruzione anche i condannati del Bagno Penale per i lavori di muratore, falegname e scalpellino. Attendente ai lavori era l'architetto Antonio Pinna.         

La presunta apertura del locale dovrebbe essere avvenuta nello stesso 1862 dato che lettere di appaltatori teatrali del 1863 parlano di "come per la passata stagione".
Fu poi promessa lite con l'impresario per non aver ultimato i lavori e con il suo socio Don Giuseppe Luigi De Arcayne e, per lui defunto, i suoi eredi. Il Bardino accettò da parte sua a concorrere all'ultimazione dell'opera per la sua metà, purché il comune provvedesse a far accettare gli eredi De Arcayne l'altra metà. Bardino inoltre non accettò il conto finale fatto dall'architetto Livio Michele Dessì per cui le spese eseguite sono quantificabili in ₤93.828,82 e quelle anticipate dal comune in ₤100.272,46, con un debito di Bardino verso l'Amministrazione di ₤6.443,64, comprese ₤2.120 di lavori da eseguirsi, per cui il reale debito ammonta a ₤4.323,64 ad opera conclusa.

## Descrizione
La facciata è di gusto neoclassico e presenta 6 lesene sormontate da capitelli ionici. Tale facciata è rimasta senza intonaco nonostante fosse previsto in progetto, per le dispute che ci furono tra costruttore ed amministrazione appaltante ai tempi della realizzazione dell'opera.
Il teatro ha circa 400 posti a sedere, distribuiti tra platea, tre ordini di palchetti e loggione. La sua caratteristica saliente è però dovuta al materiale impiegato per la costruzione: la sua struttura infatti è lignea, ed è l'unica presente in Sardegna ma anche tra le poche sopravvissute in Italia.
All'interno si possono inoltre osservare varie decorazioni applicate alle pareti che dividono i palchetti, tra cui spiccano quelli di proscenio, inquadrati da due lesene con capitelli di stile corinzio dai quali ha origine una volta ad arco decorata con motivi floreali.
Nella parte centrale del secondo ordine di palchi è presente il Palco Reale, che ha una posizione invidiabile all'interno del teatro; alle spalle di tale palco si apre il foyer, le cui finestre si affacciano direttamente su piazza del Teatro.